# Euhybus latipennis
Euhybus latipennis är en tvåvingeart som beskrevs av Mario Bezzi 1909. Euhybus latipennis ingår i släktet Euhybus och familjen puckeldansflugor. Inga underarter finns listade i Catalogue of Life.